# Carlos Ocariz

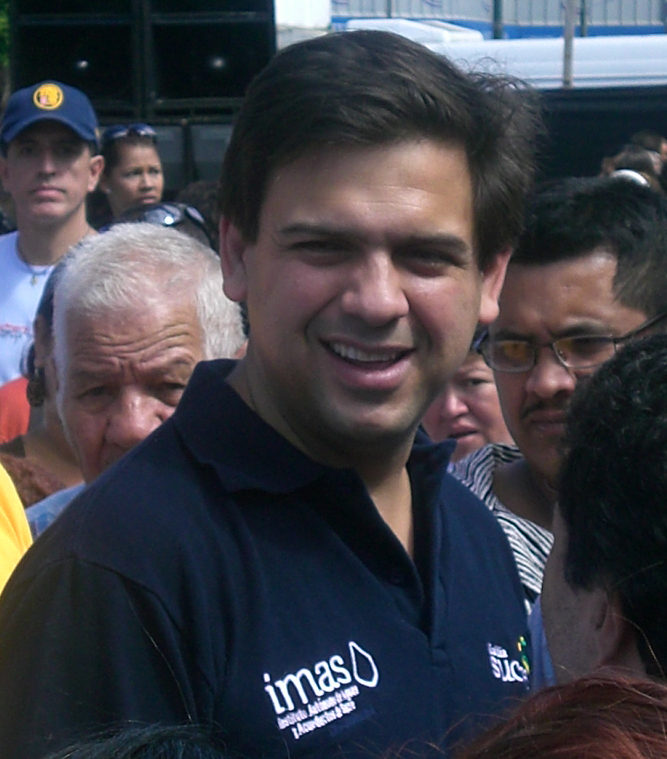
Carlos Ocariz (2010)

Carlos Eduardo Ocariz Guerra (* 1. Mai 1971) ist ein venezolanischer Politiker und Bauingenieur. Seit 2008 ist er Bürgermeister des Bezirks Sucre (Teil von Caracas), im Bundesstaat Miranda. Er ist ein führender Politiker der Partei Primero Justicia.

## Leben
Ocariz ist in Maracay im Jahr 1971 geboren. Seine Familie zog nach Caracas um, als er noch ein Kind war. Er studierte Ingenieurwissenschaften an der Universidad Metropolitana de Caracas von 1989 bis 1994.
1998 wurde Ocariz als Abgeordneter gewählt.
Im Jahr 2008 wurde er mit 55,60 % der Stimme zum Bürgermeister von Sucre gewählt.